# Basil Rathbone

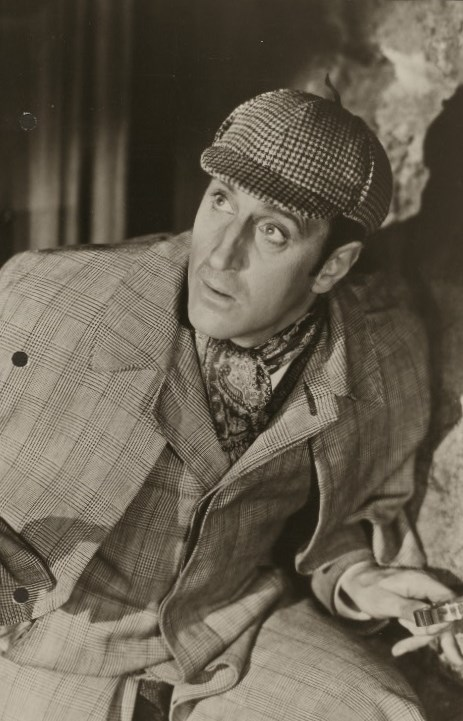
Basil Rathbone como Sherlock Holmes

Philip St. John Basil Rathbone MC (Joanesburgo, 13 de Junho de 1892 - Nova Iorque, 21 de Julho de 1967) foi um ator britânico nascido na África do Sul. Rathbone frequentemente retratava vilões ou personagens moralmente ambíguos, como o Sr. Murdstone em David Copperfield (1935) e Sir Guy de Gisbourne em The Adventures of Robin Hood (1938). É mais conhecido por sua representação de Sherlock Holmes (e por ter inspirado a criação do longa animado As peripécias de um ratinho detetive), vilões de filmes capa e espada como em The Mark of Zorro, Captain Blood e  The Adventures of Robin Hood.

## Vida pessoal
Rathbone casou-se com a atriz Ethel Marion Foreman em 1914. Eles tiveram um filho, Rodion Rathbone (1915-1996), que teve uma breve carreira em Hollywood sob o nome de John Rodion. O casal se divorciou em 1926. Em 1924, ele esteve envolvido em um breve relacionamento com Eva Le Gallienne. Em 1927, casou-se com Ouida Bergère; o casal adotou uma filha, Cynthia Rathbone (1939-1969).
Durante a carreira em Hollywood de Rathbone, Ouida Rathbone, que também era gerente de negócios de seu marido, desenvolveu a reputação de hospedar festas luxuosas em sua casa, repletas de pessoas proeminentes e influentes nas listas de convidados.
Rathbone morreu repentinamente de um ataque cardíaco na cidade de Nova York em 21 de julho de 1967, aos 75 anos. Ele foi enterrado em uma cripta no Mausoléu Shrine of Memories (Santuário das Memórias), no Cemitério Ferncliff em Hartsdale, Nova York.

## Filmografia
- Autópsia de um fantasma (Autopsia de un fantasma - produção mexicana) (1968) .... Pérez
- Um Biruta na Casa do Espanto (Hillbillys in a Haunted House) (1967) .... Gregor
- Hallmark Hall of Fame .... Chief Inquisitor / ... (4 episódios, 1957-1967)
  - Soldier in Love (1967) ep. de TV .... Duque de York
  - Victoria Regina (1961) ep. de TV .... Benjamin Disraeli
  - Hans Brinker and the Silver Skates (1958) ep. de TV .... Dr. Boekman
  - The Lark (1957) episódio de TV .... Inquisidor Chefe
- Summer Fun .... Governor (1 episódio, 1966)
  - Pirates of Flounder Bay (1966) episódio de TV .... Governador
- O fantasma de Biquini (The Ghost in the Invisible Bikini) (1966) .... Reginald Ripper
- Queen of Blood (1966) .... Dr. Farraday
- Dr. Kildare.... Frederick Foray (2 episódios, 1965)
  - Duet for One Hand (1965) episódio de TV .... Frederick Foray
  - Perfect Is Too Hard to Be (1965) episódio de TV .... Frederick Foray
- O planeta pré-histórico (Voyage to the Prehistoric Planet) (1965) .... Prof. Hartman, Lunar 7
- A Lei de Burke (Burke's Law .... Milo James (1 episódio, 1965)
  - Who Killed Hamlet? (1965) episódio de TV .... Milo James
- Suspense (1 episódio, 1964)
  - The Leader (1964) episódio de TV
- Farsa Trágica (us: The Comedy of Terrors / pt: O gato miou três vezes)(1963) .... Mr. Black
- Two Before Zero (1962) .... Narrador
- Muralhas do Pavor (Tales of Terror) (1962) .... Carmichael (segment "The Case of M. Valdemar")
- A Espada Mágica (The Magic Sword) (1962) .... Lodac
- Ponzio Pilato (1962) .... Caiafas
- The Black Cat / pt: O Gato Preto) (1961) .... (voz)
- Mystic Prophecies and Nostradamus (1961) .... Narrador
- The Christophers (1 episódio, 1960)
  - Tips for the Homemaker (1960) episódio de TV
- The Red Skelton Show .... British Artist ... (2 episódios, 1956-1960)
  - Super-Cauliflower (1960) episódio de TV .... Hugh Rubicoff
  - The Sculpture Show (1956) episódio de TV .... British Artist
- O Último Hurrah (1958) (The Last Hurrah).... Norman Cass, Sr.
- The DuPont Show of the Month .... Imperador (1 episódio, 1958)
  - Aladdin (1958) episódio de TV .... Imperador
- Tales from Dickens .... Ebenezer Scrooge (1 episódio, 1958)
  - A Dickens Christmas: A Christmas Carol (1958) episódio de TV .... Ebenezer Scrooge
- Kraft Television Theatre .... General Zomback (2 episódios, 1956-1957)
  - Heroes Walk on Sand (1957) episódio de TV .... General Zomback
  - Five Minutes to Live (1956) episódio de TV
- The United States Steel Hour .... Duke (1 episódio, 1957)
- The Adventures of Huckleberry Finn (1957) episódio de TV .... Duke
- The Alcoa Hour .... Ebenezer Scrooge (1 episódio, 1956)
  - The Stingiest Man in Town (1956) episódio de TV .... Ebenezer Scrooge
- A Torre dos Monstros (The Black Sleep) (1956) .... Sir Joel Cadman
- Screen Directors Playhouse .... Paul Charters (1 episódio, 1956)
  - Affair in Sumatra (1956) episódio de TV .... Paul Charters
- O Bobo da Corte (The Court Jester) (1955) .... Sir Ravenhurst
- Star Tonight .... Narrador (1 episódio, 1955)
  - The Selfish Giant (1955) episódio de TV .... Narrador
- Science Fiction Theatre .... Dr. Victor Berenson (1 episódio, 1955)
  - The Stones Began to Move (1955) episódio de TV .... Dr. Victor Berenson
- Veneno de Cobra (We're No Angels)(1955) .... Andre Trochard
- The Eddie Cantor Comedy Theater .... Robert (1 episódio, 1955)
  - Always the Butler (1955) episódio de TV .... Robert
- General Motors Presents .... Claggart (1 episódio, 1955)
  - Billy Budd (1955) episódio de TV .... Claggart
- Shower of Stars .... Marley's ghost (1 episódio, 1954)
  - A Christmas Carol (1954) episódio de TV .... Marley's ghost
- Schlitz Playhouse of Stars .... The Jewel Thief (1 episódio, 1954)
  - Volturio Investigates (1954) episódio de TV .... The Jewel Thief
- Studio One .... Hazelton Crane (1 episódio, 1954)
  - The House of Gair (1954) episódio de TV .... Hazelton Crane
- Love Story (1 episódio, 1954)
  - The Yo-Yo People (1954) episódio de TV
- A Grande Noite de Casanova (Casanova's Big Night)(1954) .... Lucio/Narrador
- The Philip Morris Playhouse (1 episódio, 1954)
  - The Man They'd Murdered (1954) episódio de TV
- The Motorola Television Hour .... Duke (1 episódio, 1953)
  - The Thirteen Clocks (1953) episódio de TV .... Duke
- Season's Greetings (1953) (TV)
- Danger (1 episódio, 1953)
  - The Educated Heart (1953) episódio de TV
- Suspense .... Dr. Jekyll / ... (2 episódios, 1951-1953)
  - The Adventure of the Black Baronet (1953) episódio de TV .... Sherlock Holmes
  - Dr. Jekyll and Mr. Hyde (1951) episódio de TV .... Dr. Jekyll / Mr. Hyde
- Broadway Television Theatre .... Benvenuto Cellini (2 episódios, 1953)
  - The Firebrand (1953) episódio de TV .... Benvenuto Cellini
  - Criminal at Large (1953) episódio de TV
- Lux Video Theatre .... Ambrose Wallington / ... (3 episódios, 1951-1953)
  - Miss Marlowe at Play (1953) episódio de TV .... Ambrose Wallington
  - Masquerade (1952) episódio de TV .... Sir Paul Maxim
  - Purple and Fine Linen (1951) episódio de TV .... Frampton
- Lights Out .... Gregory (1 episódio, 1951)
  - Dead Man's Coat (1951) episódio de TV .... Gregory
- The Colgate Comedy Hour (1 episódio, 1951)
  - Would-Be Gentleman (1951) episódio de TV
- Nash Airflyte Theatre (1 episódio, 1950)
  - The Kind Mr. Smith (1950) episódio de TV
- The Chevrolet Tele-Theatre (2 episódios, 1949-1950)
  - Queen of Spades (1950) episódio de TV
  - At Night All Cats Are Grey (1949) episódio de TV
- The Ford Theatre Hour .... Mr. Brink (1 episódio, 1949)
  - On Borrowed Time (1949) episódio de TV .... Mr. Brink
- As Aventuras de Ichabod e Sr. Sapo (The Adventures of Ichabod and Mr. Toad (1949) .... Narrador (segmento "The Wind in the Willows")
- Ao Bater do Coração (Heartbeat) (1946) .... Professor Aristide
- Sherlock Holmes - Noite Tenebrosa (Terror by Night) (1946) .... Sherlock Holmes
- Desforra em Argel (Pursuit to Algiers) (1945) .... Sherlock Holmes
- A Mulher de Verde (The Woman in Green) (1945) .... Holmes
- Sherlock Holmes e a Casa do Medo (The House of Fear) (1945) .... Sherlock Holmes
- Gaivota Negra (Frenchman's Creek) (1944) .... Lord Rockingham
- Sherlock Holmes - A Pérola da Morte (The Pearl of Death) (1944) .... Sherlock Holmes
- Escola de Sereias (Bathing Beauty) (1944) .... George Adams
- Sherlock Holmes - A Garra Escarlate (The Scarlet Claw) (1944) .... Sherlock Holmes
- Sherlock Holmes e a Mulher Aranha (The Spider Woman) (1944) .... Sherlock Holmes
- Crazy House (1943) .... Cameo appearance (Sherlock Holmes)
- Sherlock Holmes Enfrenta a Morte (Sherlock Holmes Faces Death) (1943) .... Sherlock Holmes
- Os insuspeitos (Above Suspicion) (1943) .... Sig von Aschenhausen
- Sherlock Holmes Em Washington (Sherlock Holmes in Washington)(1943) .... Sherlock Holmes
- Sherlock Holmes E a Arma Secreta (Sherlock Holmes and the Secret Weapon) (1943) .... Sherlock Holmes
- Sherlock Holmes e a Voz do Terror (Sherlock Holmes and the Voice of Terror)(1942) .... Sherlock Holmes
- Crossroads (1942) .... Henri Sarrou
- Fingers at the Window (1942) .... Cesar Ferrari, aliás Dr. H. Santelle
- Paris está chamando (Paris Calling) (1941) .... Andre Benoit
- International Lady (1941) .... Reggie Oliver
- The Black Cat / pt: O Gato Preto) (1941) .... Montague Hartley
- The Mad Doctor (1941) .... Dr. George Sebastian/Dr. Frederick Langamann
- The Mark of Zorro) (1940) .... Captain Esteban Pasquale
- O Rei das Melodias (Rhythm on the River) (1940) .... Oliver Courtney
- A Torre de Londres (Tower of London) (1939) .... Richard - Duke of Gloucester
- Rio (1939) .... Paul Reynard
- As Aventuras de Sherlock Holmes (The Adventures of Sherlock Holmes) (1939) .... Sherlock Holmes
- The Sun Never Sets (1939) .... Clive Randolph
- O Cão dos Baskervilles (The Hound of the Baskervilles) (1939) .... Sherlock Holmes
- O Filho de Frankenstein (Son of Frankenstein) (1939) .... Baron Wolf von Frankenstein
- Patrulha da Madrugada (The Dawn Patrol) (1938) .... Major Brand
- Se Eu Fora Rei (If I Were King) (1938) .... King Louis XI
- As Aventuras de Robin Hood (us: The Adventures of Robin Hood / pt: As Aventuras de Robin dos Bosques) (1938) .... Sir Guy of Gisbourne
- As aventuras de Marco Polo (The Adventures of Marco Polo) (1938) .... Ahmed
- Nobres sem Fortuna (Tovarich) (1937) .... Commissário Dimitri Gorotchenko
- Música do Coração (Make a Wish) (1937) .... Johnny Selden
- Confession (1937) .... Michael Michailow, também conhecido como Michael Koslov
- Love from a Stranger (1937) .... Gerald Lovell
- O Jardim de Allah (The Garden of Allah) (1936) .... Ferdinand Anteoni
- Romeu e Julieta (Romeo and Juliet) (1936) .... Tybalt - Nephew to Lady Capulet
- O Amor é Assim (Private Number) (1936) .... Thomas Wroxton
- A Queda da Bastilha (A Tale of Two Cities) (1935) .... Marquês St. Evremonde
- O Capitão Blood (Captain Blood)(1935) .... Levasseur
- Kind Lady (1935) .... Henry Abbott
- A Sublime Mentira (A Feather in Her Hat) (1935) .... Capitão Randolph Courtney
- Os últimos Dias de Pompéia (The Last Days of Pompeii (1935) .... Pontius Pilate
- Anna Karenina (1935) .... Karenin
- David Copperfield (The Personal History, Adventures, Experience, & Observation of David Copperfield the Younger)(1935) .... Mr. Murdstone
- Loyalties (1933) .... Ferdinand de Levis
- One Precious Year (1933) .... Derek Nagel
- After the Ball (1932) .... Jack Harrowby
- A Woman Commands (1932) .... Capt. Alex Pastitsch
- Casada e Sem Marido (Sin Takes a Holiday) (1930) .... Reginald 'Reggie' Durant
- Sublime Sacrificio (A Lady Surrenders) (1930) .... Carl Vandry
- The Lady of Scandal (1930) .... Edward, Duke of Warrington
- The Flirting Widow (1930) .... Colonel John 'Johnny' Vaughn-Smith
- A Notorious Affair (1930) .... Paul Gherardi
- This Mad World (1930) .... Paul Parisot
- The Bishop Murder Case (1930) .... Philo Vance
- A Cativante Viuvinha (The Last of Mrs. Cheyney) (1929) .... Lord Arthur Dilling
- The Great Deception (1926) .... Rizzio
- A Noiva Fingida (The Masked Bride) (1925) .... Antoine
- Trouping with Ellen (1924) .... Tony Winterslip
- The Loves of Mary, Queen of Scots (1923) (sem créditos) .... Função Subordinada Indeterminada
- The School for Scandal (1923) .... Joseph Surface
- The Fruitful Vine (1921) .... Don Cesare Carelli
- Innocent (1921) .... Amadis de Jocelyn